# Aignes
Aignes település Franciaországban, Haute-Garonne megyében. Lakosainak száma 240 fő (2022. január 1.). Aignes Saint-Léon, Calmont, Cintegabelle, Mauvaisin, Montgeard és Nailloux községekkel határos.

## Népesség
A település népességének változása:
| Lakosok száma | 219  | 176  | 168  | 228  | 246  | 249  | 245  | 241  | 242  | 240  |
|               | 1968 | 1982 | 1990 | 2006 | 2013 | 2015 | 2017 | 2019 | 2020 | 2022 |